# 赤水河
赤水河是中国长江上游的一级支流，发源于云南省镇雄县赤水源镇境内，流经贵州省和四川泸州市，在四川和贵州交界的茅台镇后转为西北向，流经赤水市，向北于四川泸州市合江县注入长江。干流全长436.5公里，流域面积2.044万平方公里，天然落差1,274.8米。是长江上游唯一一条在其干流没有筑坝且保持自然流态的大型一级支流。

## 地理特征
习酒镇二郎滩以上为上游，复兴场为中、下游分界。主要支流有二道河、桐梓河、古蔺河、鰼水河等。平均比降1.5‰，河口流量309立方米／秒。含沙量高达0.93千克/立方米，水色赤红。
- 上游：海拔1000～1600米，属云贵高原。喀斯特地貌发育，平均比降2.2‰，吴公滩长10公里，落差200米。河道主要为岩层走向切割，河谷深邃，两岸多为悬崖峭壁，水流湍急[1]。
- 中游：从茅台镇至赤水市，流经四川盆地边缘，两岸海拔500～1000米，有暗河汇入。位于山麓地带，是高原与盆地的倾斜地带，河谷较宽，两岸间有台地[1]。

- 下游：流经四川盆地红色丘陵区，海拔200～500米，平均比降0.4‰。地形多为丘陵盆地，河宽水深，水流较缓，险滩明显减少，是典型的丹霞地貌[1]。

## 气候
赤水河流域位于云贵高原与四川盆地交界，属中亚热带大陆性季风气候。气候温暖湿润，无霜期长，雨量充沛，夏季湿热而冬季干旱。

## 生态状况
赤水河流域随着人口增长，上游地区出现过度垦殖、滥砍乱伐等现象，导致水土流失严重，生态系统退化。同时，中下游地区的小煤窑、酒作坊数量急速增长，城镇化和工业化快速推进，使得流域内存在以破坏生态环境为代价的经济增长现象，威胁着赤水河流域的生物多样性。
赤水河处于长江上游珍稀特有鱼类国家级自然保护区的核心区，河域内有160多种鱼类资源。2017年1月1日零时起至2026年12月31日24时止，赤水河流域实施全面禁渔，是长江流域首条实施全面“十年禁渔”的一级支流。

## 人文历史
中国工农红军长征时经过赤水河，为了摆脱追兵，曾在此经历了著名的四渡赤水。赤水河沿岸是名酒之乡，茅台酒、习酒、郎酒等名酒都出自这里。